# Беляков, Валерий Павлович
Вале́рий Па́влович Беляко́в (1941—2009) — советский и российский актёр, режиссёр, акробат и каскадёр, член Союза кинематографистов России.

## Биография
Валерий Беляков родился 12 июня 1941 года в Москве. Начинал учёбу актёрскому мастерству во ВГИКе, но перешёл в щукинское училище. В 1966 году окончил актёрский факультет театрального училища имени Щукина (мастерская Марианны Рубеновны Тер-Захаровой), в 1972 году — режиссёрский факультет театрального училища имени Щукина (курс [[Поламишев, Александр Михайловича | Александра Михайловича Поламишева).
С 1964 по 1967 и с 1969 по 1970 годы — актёр Московского театра на Таганке. Совместно с В. Высоцким исполнял роль Хлопуши и Пугачева в спектакле «Пугачев». С 1967 по 1969 и с 1972 по 1974 годы — артист Москонцерта, с 1975 по 1976 годы — артист МОМа, с 1977 по 1980 годы — преподаватель МГИКа, с 1980 по 1981 годы — главный режиссёр ДК г. Истра, с 1981 по 1988 годы — режиссёр различных театров страны (Воркута, Рязань, Кемерово, Донецк, Жданов), с 1991 по 1992 годы — художественный руководитель Госцирка, с 1994 по 1998 годы — директор театра «Макс и К», с 1998 по 2000 годы — режиссёр ТО «Экран».
С 2001 года — режиссёр ЦДРИ в Москве.
Член Союза кинематографистов России, награждён значком почётного работника органов внутренних дел.
Из воспоминаний Петра Аркадьева:
Во ВГИКе Валерий учился в мастерской Михаила Ромма на одном курсе с Шукшиным и Тарковским, в Театре на Таганке играл в одних спектаклях с Высоцким (причем он играл Пугачева, а Высоцкий — Хлопушу), снялся в 50-ти фильмах и многое снял сам как оператор и режиссёр. Потому что Валерий Беляков прекрасно владел и этими кинематографическими профессиями, а также акробатикой, борьбой самбо и каскадерским ремеслом.
Будучи человеком многогранных интересов, он, поработав на Таганке, пошёл на телевидение, и тут же на Шаболовке ему поручили сделать программу по стихам поэтов войны. Валерий позвал своих ребят с Таганки, начали репетировать, и когда в их компании появился Владимир Высоцкий, все стихи были уже распределены. Но Высоцкого Беляков очень хотел видеть в своей программе и предложил Владимиру спеть какую-нибудь песню. Тот принес тогда ещё никому не известную «На братских могилах». Можно представить, как песня подняла тонус всей передачи! Возникла идея сделать продолжение этого цикла, был готов сценарий, но имя Высоцкого уже оказалось в опальных списках и передачу не разрешили.
Зритель наверняка помнит многие роли Белякова в кино. Это и молодой врач в картине «Три дня Виктора Чернышёва», который был тем положительным полюсом, к которому мог прибиться парень, ещё не выбравший себе ориентиры в жизни, и способный художник в «Возвращении Святого Луки», который пустил свой талант на то, чтобы делать копии с картин больших мастеров, и тренер по самбо в одной из серий «Рожденной революцией» — мучающийся человек с двойной моралью: в перерывах между воспитанием спортивной смены он ограбил ювелирный магазин.
В кино Беляков много «каскадерил»: В «Сыщике» его бил Химичев, в «Тайне виллы Грета» он бил Збруева, да и поставил немало драк, снискав себе уважение профессионалов. Когда один из актёров спросил, кто его будет бить в кадре и ему сказали, что вызвали на эту сцену Белякова, он ответил: «О, тогда я спокоен».
Он работал в Центральном Доме работников искусства, обоих своих сыновей воспитал кинооператорами. В 1993 году снялся в детективном сериале «Западня» по роману Анны Малышевой сыграл одну из главных ролей — майора милиции Балакирева, ведущего расследование ряда идентичных преступлений. Партнерами Валерия Павловича тут стали более молодые коллеги Михаил Бескоровайный, Вячеслав Филиппов, Дмитрий Набатов, Владимир Шихов. Валерий создал образ честного, решительного, убежденного защитника правды, что в нашем кино сегодня становится редкостью.
Актёр скончался 1 марта 2009 г. на 68-м году жизни. Похоронен на Красногорском кладбище (14 уч.).

## Фильмография
- 1968 — Три дня Виктора Чернышёва — Пётр
- 1970 — Возвращение «Святого Луки» — Алексей Платонович Куликов
- 1970 — Мишка принимает бой — красноармеец
- 1970 — Семья как семья или Коробовы встречают Новый год — студент в кафе
- 1972 — Бой с тенью
- 1974-1977 — Рождённая революцией — Женя
- 1978 — Голубка
- 1979 — Сыщик — Труха
- 1982 — Дом, который построил Свифт — горожанин
- 1983 — Тайна виллы «Грета» — эпизод
- 1984 — Парад планет
- 1996 — Барханов и его телохранитель
- 2007 — Безмолвный свидетель